# Stallion FC
Stallion Football Club je filipínský fotbalový klub založený roku 2001 ve městě Barotac Nuevo v provincii Iloilo partou fotbalových entuziastů. Název byl inspirován filipínským pivem Red Horse (má v logu hlavu koně) a pověstí o místním legendárním hřebci jménem Tamasak. V sezóně 2016 hraje nejvyšší filipínskou ligu United Football League – Division 1.

## Historie názvu
- 2001 – Stallion FC
- 2012 – Stallion St. Lucia FC
- 2013 – Stallion FC

## Logo
Ve žlutočerveném klubovém emblému ve tvaru erbu je stylizovaný červený hřebec (Stallion znamená v překladu z angličtiny hřebec) na žlutém poli.

## Úspěchy
- United Football League – 1× vítěz (2013)[4][5]